# 在東ティモール日本国大使館
在東ティモール日本国大使館（テトゥン語: Embaixada Japaun nian iha Timor-Leste、ポルトガル語: Embaixada do Japão em Timor Leste、英語: Embassy of Japan in East Timor）は、東ティモールの首都ディリにある日本の大使館。

## 沿革
- 1975年、東ティモールがポルトガルからの独立を宣言したが、インドネシア軍が東ティモールに侵攻して全土を占領する[1]
- 1976年、インドネシアが東ティモールを第27番目の州として併合する（インドネシア占領下の東ティモール（ポルトガル語版、英語版））[1]
- 2002年5月20日、東ティモールがインドネシアからの独立を宣言し、日本が同国の独立を承認すると同時に両国間の外交関係が樹立される[1]
- 2002年5月20日、ジャカルタの在インドネシア日本国大使館が在東ティモール日本国大使館としての業務兼轄を開始する[1]
- 2004年1月、ディリに実館としての在東ティモール日本国大使館が開設される[1]。初代大使は旭英昭[2]

## 住所
| 所在地 | Avenida de Portugal, Pantai Kelapa, Dili |
| 私書箱 | P.O. Box 175, Dili                       |